# Steffen Ziffert
Steffen Ziffert (* 25. August 1964 in Bad Lausick) ist ein ehemaliger deutscher Fußballspieler. In der höchsten Spielklasse des DDR-Fußballs, der Oberliga, spielte er für den FC Karl-Marx-Stadt. Nach der Wende stand er für die Chemnitzer und den FC Carl Zeiss Jena auch in der 2. Bundesliga auf dem Feld. Später arbeitete er als Fußballtrainer im Nachwuchsbereich sowie als Funktionäre.

## Sportliche Laufbahn

### Nachwuchs und DDR-Liga
Ziffert wuchs im sächsischen Bad Lausick auf und kam als Schüler über das Trainingszentrum Geithain zum Fußball. Von der 8. bis 10. Klasse war er Schüler der Leipziger Kinder- und Jugendsportschule und gehörte zum Fußballnachwuchs des 1. FC Lokomotive Leipzig. Da er sich beim FC nicht durchsetzen konnte, begann er in Espenhain eine Berufsausbildung mit Abitur zum Elektromonteur und schloss sich der Betriebssportgemeinschaft (BSG) Aktivist Espenhain an. Dort war er bis 1984 aktiv und spielte zuletzt in der drittklassigen Bezirksliga Leipzig. Von 1984 bis 1987 gehörte Ziffert zum Zweitligisten TSG Chemie Markkleeberg, wo er als Mittelfeldspieler begann, ab 1985 aber als Libero eingesetzt wurde. Trotz seiner defensiven Positionen kam er in den drei Markkleeberger Spielzeiten zu 14 Meisterschaftstoren.

### Oberligaspieler
Im Sommer 1987 veranlasste der FC Karl-Marx-Stadt (FCK) den Wechsel von Ziffert in die eigene Oberligamannschaft. Er sollte den langzeitverletzten Libero Sven Köhler ersetzen. Tatsächlich wurde der 1,85 m große Ziffert von Beginn der Saison 1987/88 an als Vorstopper eingesetzt. Er absolvierte alle Punktspiele der Hinrunde, danach erlitt er eine schwere Knöchelverletzung und bestritt nur noch das letzte Punktspiel. 1988/89 absolvierte Ziffert seine intensivste Saison. Er fehlte nur in einem Oberligapunktspiel und wurde von Trainer Hans Meyer variabel in der Abwehr und im Mittelfeld eingesetzt. Er wirkte auch im Pokalendspiel mit, nachdem er zuvor drei der fünf Pokalspiele bestritten hatte. Im Finale, das der FCK mit 0:1 gegen BFC Dynamo verlor, wurde Ziffert in der 58. Minute eingewechselt. In den Spielzeiten 1989/90 und 1990/91 wurde er wieder durch Verletzungen zurückgeworfen, spielte nur 14- bzw. 12-mal in der Oberliga. In diesen Spielen wurde er nun überwiegend im Mittelfeld aufgeboten.

### 2. Bundesliga
Mit Platz fünf in der Saison 1990/91 qualifizierte sich Zifferts Mannschaft, die inzwischen in Chemnitzer FC (CFC) umgetauft worden war, für die 2. Bundesliga. Erneut durch eine Verletzung gehandicapt, konnte Ziffert von den 22 Spielen der Hinrunde der Saison 1991/92 nur sieben Begegnungen bestreiten. Sein letztes Spiel für die Chemnitzer bestritt er am 8. November 1991. In der Begegnung des 17. Spieltages FC Carl Zeiss Jena – Chemnitzer FC (1:1) wurde er in der 86. Minute eingewechselt. Nach fünf Spielzeiten für den FCK und den CFC, in denen er 72 Oberligaspiele mit sechs Toren und alle acht Spiele im UEFA-Pokal (ein Tor)  bestritten hatte, wechselte Ziffert Anfang 1992 zum Ligakonkurrenten FC Carl Zeiss Jena.
In Jena spielte Ziffert nur ein halbes Jahr lang bis zum Ende der Saison 1991/92. Der FC Carl Zeiss hatte nach Abschluss der ersten Meisterschaftsphase Platz drei erreicht und hatte sich damit für die eine Aufstiegsrunde zur 1. Bundesliga qualifiziert. In den zehn Spielen wurde Ziffert achtmal eingesetzt und spielte stets im Mittelfeld, ohne dass ihm ein Tor gelang. Mit Platz fünf nach Abschluss der Saison verpasste der FC Carl Zeiss Jena den Aufstieg deutlich und Ziffert beendete sein Engagement in Jena.

### FC Schaffhausen und Karriereende
In den Jahren von 1992 bis 1995 spielte Ziffert beim Schweizer Zweitligisten FC Schaffhausen. Im Sommer 1995 schloss er sich dem FC Sachsen Leipzig an, für den er bis 1998 in der drittklassigen Regionalliga aktiv war. Danach spielte er bis 2004 beim Amateuroberligisten SV 1919 Grimma und war dort zuletzt Spielertrainer.

### Fußballtrainer
Bis 2008 arbeitete Ziffert als Inhaber der DFB-Trainerlizenz B als Stützpunkttrainer des DFB in Grimma. Vom Juli bis November 2008 war er Trainer der U-23-Mannschaft des FC Energie Cottbus und wurde danach Leiter der Nachwuchsabteilung. Nebenher gründete er in Leipzig die „Fußballschule Steffen Ziffert“ und erwarb die DFB-A-Lizenz.
Im Juli 2012 wurde er als Nachfolger von Thomas Matheja Chef des Nachwuchsleistungszentrums von Erzgebirge Aue, verantwortete dort Talentsichtung und fachgerechte Ausbildung. Mit der Verpflichtung von Tomislav Stipić als Chefcoach bei Erzgebirge Aue übernahm er die Funktion als Co-Trainer der Zweitligamannschaft von Erzgebirge Aue, nachdem er zwischenzeitlich als deren Interimstrainer fungiert hatte.

### Sportdirektor / Vorstand Sport
Am 4. Juni 2015 gab der FC Erzgebirge Aue bekannt, dass Steffen Ziffert mit sofortiger Wirkung zum Sportdirektor des Vereins ernannt werde. Diese Position war seit der Entpflichtung Steffen Heidrichs im März 2013 unbesetzt. Am 22. Juni 2016 stellte die Auer Vereinsführung Ziffert frei. Im Mai 2017 wurde Steffen Ziffert als neuer Vorstand Sport des Chemnitzer FC vorgestellt und kehrte damit an seine alte Wirkungsstätte zurück. Im Mai 2018 trat Steffen Ziffert von seinem Amt zurück.